# Maurice Farman
Maurice Farman (ur. 21 marca 1877 w Paryżu, zm. 25 lutego 1964 tamże) – francusko-brytyjski kierowca wyścigowy, pilot, konstruktor i projektant samochodów.

## Kariera
Farman startował w samochodzie Panhard w 1901 roku, kiedy wygrał wyścig Grand Prix du Sud-Ouest, będący pierwszym wyścigiem, w którym użyto członu „Grand Prix”. Wyścig ten jest organizowany do dziś jako Grand Prix Pau. Rok później Francuz wygrał Circuit du Nord – wyścig z Paryża do Arras i z powrotem.
Ze swoim bratem Henrim Maurice odbył pierwszy lot o długości ponad 1 kilometra w 1908 roku nieopodal Paryża. Rok później zbudował swój pierwszy samolot, który był modyfikacją Voisina. Wspólnie z bratem założyli firmę Farman Aviation Works. W 1917 roku razem wyprodukowali pierwszy długodystansowy samolot pasażerski Goliath. Jego linie lotnicze Farman Lines były prekursorem Air France.